# 10 złotych wzór 1975 Adam Mickiewicz
10 złotych wzór 1975 Adam Mickiewicz – moneta dziesięciozłotowa, wprowadzona do obiegu 24 stycznia 1975 r. zarządzeniem z 7 stycznia 1975 r. (M.P. z 1975 r. nr 2, poz. 9), wycofana z dniem denominacji z 1 stycznia 1995 roku, rozporządzeniem prezesa Narodowego Banku Polskiego z dnia 18 listopada 1994 (M.P. z 1994 r. nr 61, poz. 541).
Monetę bito w latach 1975–1976. Zaliczana jest do serii tematycznej Wielcy Polacy.

## Awers
W centralnym punkcie umieszczono godło – orła bez korony, dookoła napis „POLSKA RZECZPOSPOLITA LUDOWA”, po bokach orła rok bicia, na dole napis „ZŁ 10 ZŁ”, a pod łapą orła znajduje się znak mennicy w Warszawie.

## Rewers
Na tej stronie monety znajduje się lewy profil Adama Mickiewicza, napis dookoła „ADAM MICKIEWICZ”, a z prawej strony na dole monogram AJ, od pierwszych liter imienia i nazwiska projektantki.

## Nakład
Monetę bito w Mennicy Państwowej w miedzioniklu MN25, na krążku o średnicy 25 mm, masie 7,7 grama, z rantem ząbkowanym, według projektu Anny Jarnuszkiewicz. Nakłady monety w poszczególnych latach przedstawiały się następująco;
| Rocznik         | Typ rewersu     | Nakład (sztuk) | Uwagi                                                                    |
| --------------- | --------------- | -------------- | ------------------------------------------------------------------------ |
| 10 złotych 1975 | Adam Mickiewicz | 35 000 000     | istnieją monety z cienkim albo grubym monogramem projektanta na rewersie |
| 10 złotych 1976 | Adam Mickiewicz | 20 000 000     |                                                                          |
| 10 złotych 1977 | Adam Mickiewicz | ?              |                                                                          |

## Opis
Moneta, razem z 10 złotych 1975 Bolesław Prus, była pierwszą dziesięciozłotówką o średnicy zmniejszonej do 25 mm. Monety dziesięciozłotowe o średnicy 25 mm były bite, z różnymi rewersami, aż do 1988 roku.
Po wprowadzeniu tej monety w 1975 roku, jednocześnie z 10 złotych z Bolesławem Prusem, monety krążyły w obiegu razem z dziesięciozłotówkami
- z Mikołajem Kopernikiem (wzór 1959, ɸ31 mm) oraz (wzór 1967, ɸ28 mm),
- z Tadeuszem Kościuszką (wzór 1959, ɸ31 mm) oraz (wzór 1969, ɸ28 mm),
- czterema okolicznościowymi o średnicy 31 mm,
- dziewięcioma okolicznościowymi o średnicy 28 mm,

aż do 1 stycznia 1978 roku, kiedy to wszystkie dziesięciozłotówki o średnicach 31 i 28 mm zostały wycofane.
W początkowym okresie w literaturze przedmiotu nie pisano o monecie 10 złotych 1977 Adam Mickiewicz. Jeszcze w latach dziewięćdziesiątych XX w. została ona jednak włączona do zestawień publikowanych w katalogach, bez podawania wielkości nakładu. Na 19. Aukcji Warszawskiego Centrum Numizmatycznego, pod pozycją 583, pojawił się jeden egzemplarz, który znalazł swojego nabywcę. Drugi egzemplarz, z aukcji 26/730, został wycofany. Nie ma jednak żadnych oficjalnych informacji ani z Narodowego Banku Polskiego, ani jakiejkolwiek mennicy, potwierdzających wybicie takiej monety. Na rynku kolekcjonerskim spotyka się czasami egzemplarze 10 złotych 1977 Adam Mickiewicz, które są najczęściej przeróbką wcześniejszych roczników poprzez wklejenie cyfry 7, wyciętej z innych obiegowych dziesięciozłotówek z Adamem Mickiewiczem.

## Wersje próbne
Istnieje wersja tej monety należąca do serii próbnej w niklu (rok 1974) z wypukłym napisem „PRÓBA”, wybita w nakładzie 500 sztuk. Katalogi informują również o istnieniu wersji próbnej technologicznej w miedzioniklu z roku 1974, w nakładzie 40 sztuk.